# 김도휘의 가요퍼레이드
김도휘의 가요퍼레이드는 TBC Dream FM에서 진행하는 대구·경북 전지역에 송출되는 아침 트로트 전문 라디오 프로그램이다.
진행자는 TBC 아나운서 김도휘이며, 방송시간은 매일 오전 5시부터 6시까지다.

## 프로그램 개요
이른 아침 하루를 시작하는 운전기사, 교대근무자, 운동계층 등을 주 청취자 층으로 하여 최신 트로트 음악 및 성인가요와 올디스 벗 구디스 전통 트로트 음악으로 상쾌하고 활기찬 하루의 출발을 알린다. 인터넷 신청곡을 위주로 진행자가 선곡해 유명 트로트 가수들을 섭외해서 그들의 음악세계와 인생역정에 대한 이야기를 들어본다.
| TBC Dream FM                                 |                       |                     |
| 이전                                         | 김도휘의 가요퍼레이드 | 다음                |
| 장진영의 그대 창가에서 여기는 TBC Dream FM   | 김도휘의 가요퍼레이드 | 달려라 김대리       |
| 오전 4시 ~ 오전 4시 55분 오전 4시 55분 ~ 5시 | 오전 5시 ~ 오전 6시   | 오전 6시 ~ 오전 7시 |
|                                              |                       |                     |